# Frederick Ramirez
Frederick Ramirez (* 22. Februar 1998) ist ein philippinischer Sprinter, der sich auf den 400-Meter-Lauf spezialisiert hat.

## Sportliche Laufbahn
Erste internationale Erfahrungen sammelte Frederick Ramirez im Jahr 2019, als er bei den Südostasienspielen in Capas in 3:08,63 min die Bronzemedaille mit der philippinischen 4-mal-400-Meter-Staffel hinter den Teams aus Vietnam und Thailand gewann. 2022 belegte er dann bei den Südostasienspielen in Hanoi in 47,54 s den vierten Platz im 400-Meter-Lauf und rückte nachträglich auf den Bronzerang vor. Im Jahr darauf gewann er bei den Südostasienspielen in Phnom Penh in 46,63 s die Bronzemedaille hinter dem Malaysier Umar Osman und seinem Landsmann Umajesty Williams. Anschließend schied er bei den Asienmeisterschaften in Bangkok mit 46,53 s im Halbfinale aus und gelangte in 3:06,47 min und 3:22,53 min jeweils auf den sechsten Platz mit der Männerstaffel und in der Mixed-Staffel. Im Oktober belegte er bei den Asienspielen in Hangzhou mit neuem Landesrekord von 3:04,89 min den fünften Platz mit der Staffel.
2021 wurde Ramirez philippinischer Meister im 400-Meter-Lauf.

## Persönliche Bestleistungen
- 400 Meter: 46,53 s, 12. Juli 2023 in Bangkok